# Оскар Монтеліус
Густаф Оскар Августин Монтеліус (швед. Gustaf Oscar Augustin Montelius, 9 вересня 1843 — 4 листопада 1921) — шведський археолог та історик культури, один з основоположників сучасної наукової археології. Член Шведської академії (1917). Автор типологічного методу в археології, який розробляв починаючи зі своєї першої праці «Залізна доба» (1869).

## Біографія
Монтеліус намагався простежити еволюцію предметів; в ході своїх досліджень, він розділив знайдені предмети на типи й збудував із типів еволюційні ряди у міру зміни предметів. У результаті він створив хронологічну систему, розділивши скандинавський неоліт — на чотири, а бронзову добу — на шість пронумерованих періодів (періоди I—IV і I—VI) та встановив абсолютні дати цих періодів шляхом перехресного зіставлення предметів з синхронними їм єгипетськими знахідками, абсолютна дата яких була відома. Так, північноєвропейська бронзова доба в класифікації Монтеліуса набув такого вигляду:
- Стародавня бронзова доба — I період (1800-1500 до н. е.) II період (1500-1300 до н. е.), III період (1300-1100 до н. е.);
- Нова бронзова доба — IV період (1100-950/920 до н. е.), V період (950/920 -730/720 до н. е.);
- Пізня бронзова доба (перехід до залізної доби) — VI період (730/720 — 550/530 до н. е.)

Хронологічна система Монтеліуса, як і попередня система Габріеля Мортільє, виходила з перенесення в археологію методів природничих наук (якщо Мортільє виходив із геологічних, то Монтеліус — із біологічних еволюціоністських аналогій) і передбачала загальність і закономірну послідовність зміни одних типів іншими. У XX столітті була витіснена концепцією культурних груп (археологічних культур); проте його типологія зберігає значення до нашого часу. Крім того, Монтеліус шляхом порівняння зображень сокир з археологічними знахідками встановив, що шведські наскельні петрогліфи належать до бронзової доби.

### Родина
Був одружений з Агдою Монтеліус, обидва були поховані на стокгольмському Північному кладовищі Норра бегравнінгсплатсен.